# Björnhultet
Björnhultet är ett naturreservat i Torsby kommun i Värmlands län.
Området är naturskyddat sedan 2012 och är 487 hektar stort. Reservatet ligger på en norrsluttning med Rötsjön i nordost. Reservatet består av urskogsartad granskog och myrar.